# La Familia (wrestling)
La Familia è stata una stable di wrestling attiva in WWE tra il 2007 e il 2009, formata da Bam Neely, Edge, Chavo Guerrero, Curt Hawkins, Vickie Guerrero e Zack Ryder.

## Storia
Nel novembre del 2007, Edge tornò nella WWE dopo quattro mesi di infortunio alla bocca per il quale ha dovuto rendere vacante il World Heavyweight Championship. Tornò alle Survivor Series durante l'Hell in a Cell match per il World Heavyweight Championship tra il campione Batista e lo sfidante The Undertaker: quest'ultimo venne colpito da Edge, e ciò permise a Batista di conservare il titolo. Nella successiva puntata di SmackDown, la General Manager Vickie Guerrero nominò Edge primo sfidante al titolo, con i due che rivelarono di essere una coppia. Nella stessa serata, The Undertaker attaccò Vickie Guerrero con una Tombstone Piledriver. La settimana successiva a SmackDown, il match tra Edge e Batista terminò in un no contest a causa dell'intervento di Undertaker, con Theodore Long che annunciò un triple threat match a Armageddon per il World Heavyweight Championship tra Batista, Edge e The Undertaker. Al pay-per-view, verso i minuti finali del match, due wrestler vestiti come Edge subirono una spear e una chokeslam, rispettivamente da parte di Batista e di Undertaker, permettendo così al vero Edge di colpire con una sedia Undertaker, che in quel momento stava schienando Batista, riuscendo a conquistare per la quarta volta il titolo. Nella puntata di SmackDown successiva al pay-per-view, Edge presento i "Major Brothers", ossia Curt Hawkins e Zack Ryder, ora conosciuti come Edgeheads, come nuovi alleati.
Il gruppo, oltre ad essere contrastato da Batista e The Undertaker, affrontò un tipo diverso di opposizione da Chavo Guerrero. Chavo venne presto accolto dalla Familia e grazie all'aiuto di Edge, nella puntata di ECW on Sci-Fi del 15 gennaio 2008, guadagnò una title shot all'ECW Championship detenuto da CM Punk. La settimana successiva a ECW on Sci-Fi, Guerrero conquistò l'ECW Championship quando sconfisse CM Punk in un no disqualification match, sempre grazie all'aiuto di Edge.
Vickie Guerrero, con i suoi poteri da General Manager, cercò in tutti in modi di far mantenere il titolo a Edge. Il 4 gennaio 2008 a SmackDown, la Guerrero introdusse un "Beat the Clock Challenge" per determinare il primo sfidante al titolo di Edge. A vincere fu Rey Mysterio, che sconfisse Edge grazie all'aiuto di Batista e Undertaker. Alla Royal Rumble, Edge mantenne il titolo contro Mysterio. Nella puntata di SmackDown del 15 febbraio, Edge chiese a Vickie Guerrero di sposarlo, ottenendo una risposta affermativa; tuttavia, Rey Mysterio interruppe la cerimonia e scattò una rissa fra i due. A No Way Out, Edge sconfisse Mysterio per il World Heavyweight Championship, mentre Chavo difese con successo l'ECW Championship contro CM Punk.

## Titoli e riconoscimenti
- - WWE Championship (2) – Edge
  - World Heavyweight Championship (4) – Edge
  - ECW Championship (1) – Chavo Guerrero
  - WWE Tag Team Championship (1) – Curt Hawkins e Zack Ryder
  - Slammy Award (1)
    - Couple of the Year (2008) – Edge e Vickie Guerrero